# Beriderens Datter
Beriderens Datter (originaltitel: The Sawdust Ring) er en amerikansk stumfilm fra 1917 instrueret af Charles Miller og Paul Powell.

## Medvirkende
- Bessie Love som Janet Magie
- Harold Goodwin som Peter Weldon
- Jack Richardson som Oberst Simmonds
- Josephine Headley som Mrs. Magie
- Daisy Dean som Paquita